# 福原成雄
福原 成雄（ふくはら まさお）は、京都府出身の造園家、庭園デザイナー。研究分野は造園・造園学、環境デザイン。国内だけでなく、ヨーロッパの国々で日本庭園の「伝道師」として活躍している。

## 略歴
大阪芸術大学卒業後、デザイン事務所に勤めたが1年半後に退職、半年間かけて古庭園を歩いた。その時、西芳寺の日本庭園を見て感動、庭園デザイナーになることを決意した。
現在、大阪芸術大学芸術学部環境デザイン学科の教授を務め、日本庭園の歴史研究を行う他、世界各国で日本庭園の保存修復、設計、作庭、維持管理、技術指導を行っている。2001年、世界中の造園家の憧れであり、世界で最も古く権威あるイギリスの園芸品評会「チェルシー・フラワーショー」において仲間と共同出品し、日本人初、最高の栄誉とされる「金賞」「最優秀賞」を受賞した。
ニューズウィーク日本版 '特集「世界が尊敬する日本人 福原成雄（庭園デザイナー） part2」2006年10月18日号に掲載される。

## 現在の研究課題
- 近世中期の都市における庭園群と石積群の成立と展開
- 海外における日本庭園の意義と影響に関する研究
- 東アジアの庭園技術が日本庭園文化に及ぼした影響についての調査研究

## 受賞歴
- 1999年7月 英国Tatton Park フラワーショー日本庭園 特別賞 The Royal Horticultural Society
- 2001年5月 チェルシーフラワーショー出展日本庭園 金賞・最優秀賞 The Royal Horticultural Society
- 2003年5月 世界に向けた日本庭園技術・芸術の情報発信への貢献、チェルシーフラワーショー2001出展日本庭園 平成14年度日本造園学会特別賞受賞 社団法人 日本造園学会

## 出演
- J-WAVEラジオ番組 葉加瀬太郎『ANA WORLD AIR CURRENT』2001年11月
- BS-i 超・人 『福原成雄 時空の架橋』2007年3月11日
- TBS『名作の誕生』2008年1月6日

## 執筆・著書
- 特集 歴史文化遺産の再生「タトンパーク日本庭園失われた謎の再生」LANDSCAPE DESIGN NO 27 （株）マルモ出版 2002年3月
- 「TALKING ON AIR 葉加瀬太郎と50人のヒューマン・トーク」2001年11月のラジオ放送を掲載 ﾘｯﾄｰﾐｭｰｼﾞｯｸ 2002年10月
- 日本庭園を世界で作る （株）学芸出版 2007年11月
- 小さな庭と玄関前「海外に調和した日本庭園をつくる」 主婦と生活社 2008年3月
- 知恩 「知恩院方丈庭園の謎」 浄土宗総本山知恩院 2008年9月

## 作庭歴
- 1996年9月 英国王立キューガーデン日本庭園築造工事設計・施工監理
- 1997年3月 大津市皇子ヶ丘公園整備工事施工監理
- 1998年8月 中国長春市日中友好会館日本庭園設計・施工管理
- 1998年5月 英国王立キューガーデン日本庭園維持管理技術指導と、明仁天皇、美智子皇后歓迎レセプション出席のため渡英
- 1999年3月 坂本滋光院里坊庭園改修調査測量
- 1999年7月 タトンパークフラワーショー日本庭園作庭
- 2000年10月 チェルシーフラワーショー出展日本庭園基本設計・実施設計
- 2001年3月 タトンパーク日本庭園修復工事設計・施工監理
- 2001年5月 チェルシー出展日本庭園工事施工監理
- 2001年9月 ウェールズ植物園内日本庭園工事設計・施工監理
- 2001年12月 京都法宣寺枯山水庭園設計施行監理
- 2002年8月 ロスチャイルド美術館内日本庭園設計
- 2003年1月 英国王立園芸協会ウイズリーガーデン ロックガーデン修復設計
- 2003年3月 ロスチャイルド美術館内日本庭園施工監理
- 2003年10月 光忠寺枯山水庭園施工管理
- 2003年12月 英国王立園芸協会ウイズリーガーデン ロックガーデン修復工事指導
- 2004年2月 英国王立園芸協会ウイズリーガーデン ロックガーデン修復工事石組指導
- 2004年11月 光忠寺本堂庭園工事施工管理
- 2005年3月 英国王立園芸協会ウイズリーガーデン ロックガーデン修復工事植栽指導
- 2005年3月 ロスチャイルド美術館内日本庭園維持管理指導
- 2005年6月 中国成都第六回花卉園芸博覧会施行管理指導
- 2005年10月 英国タトンパーク 日本庭園文化紹介講座のため渡英
- 2006年9月 英国キューガーデン・タトンパーク等 日本庭園文化紹介講座のため渡英
- 2006年9月 英国ロイヤルパーク ブッシーパーク日本風景庭園設計
- 2007年3月 知恩院方丈庭園保存管理調査
- 2007年3月 片桐邸庭園修復工事
- 2007年3月 英国王立ブッシーパーク日本風景庭園基本設計
- 2007年3月 ウエールズ植物園内日本庭園拡張設計
- 2007年3月 ロスチャイルド美術館内日本庭園維持管理指導
- 2007年2月 京都春日神社境内庭園工事設計・施工管理
- 2007年7月 山口邸庭園・児山邸庭園・国指定名勝南宗寺庭園実測調査
- 2007年12月 ハーベスト医療福祉専門学校造園工事
- 2008年3月 英国王立ブッシーパーク日本風景庭園現況測量調査
- 2008年3月 英国園芸協会ハーローカー庭園現況調査
- 2008年10月 Y邸茶庭設計、施工監理
- 2009年2月 英国ブラックプール 恵まれない子供達の宿泊施設日本庭園基本設計
- 2009年2月 英国カルダーストンパーク日本庭園維持管理調査
- 2009年3月 堺市山口邸庭園工事指導
- 2009年5月 英国ブラックプール 恵まれない子供達の宿泊施設日本庭園石材・樹木選定
- 2019年2月 堺妙法寺枯山水庭園工事設計・施工管理